# Nyctemera poliodesma
Nyctemera poliodesma là một loài bướm đêm thuộc phân họ Arctiinae, họ Erebidae.